# De Amsterdamsche Kanaalmaatschappij

Penning geslagen in opdracht van de Amsterdamsche Kanaalmaatschappij ter gelegenheid van de opening van het Noordzeekanaal

De Amsterdamsche Kanaalmaatschappij was een Nederlandse vennootschap die in 1861 werd opgericht. Doel was het aanleggen van een kanaal tussen de Noordzee en Zuiderzee. De bouw van dit kanaal, het Noordzeekanaal, begon in 1865. In 1876 werd het kanaal geopend. In 1886 nam de Rijksoverheid het kanaal over.

## Geschiedenis
Er deden zich reeds vanaf de voorbereiding allerlei moeilijkheden voor. Het benodigde kapitaal kon niet bijeengebracht worden; de eerste openbare inschrijving mislukte, en de gemeente Amsterdam weigerde aanvankelijk alle steun. Ten slotte kon toch, zij het met beperkt kapitaal, begonnen worden. Een belangrijke stimulator en later ook voorzitter van de maatschappij was Simon Wolf Josephus Jitta. In 1872 werd door de meerderheid van college van B&W van Amsterdam een voorstel gedaan om de regering te vragen de zaken van de kanaalmaatschappij over te nemen. Hoewel dit voorstel verworpen werd, was de oppositie niet tot stilstand gebracht. In de beide volgende jaren bereikte de strijd met de gemeente zijn hoogtepunt.
In een boek over de aanleg van het kanaal schrijft Dr. M.G. de Boer:  ‘Alleen aan den krachtigen steun van de regeering, aan het feit dat op de werkzaamheden der maatschappij geen billijke aanmerking kon worden gemaakt en dat het goed recht van deze laatste op zoo schitterende wijze door den heer Jitta werd verdedigd, was het toe te schrijven, dat deze moeilijkheden werden overwonnen’. In deze tijd werden allerlei nieuwe bezwaren geopperd, Amsterdam zou door de afsluiting van het IJ van de Zuiderzee aan allerlei besmettelijke ziekten blootgesteld worden, de grachten zouden door het lage peil van het kanaal droogvallen, enz. In een van de raadsvergaderingen werd gezegd, dat de Kanaalmaatschappij wel een pleitbezorger in de gemeenteraad had (Josephus Jitta), maar dat de gemeente geen verdediger in het bestuur der maatschappij had. Hierop antwoordde Josephus Jitta, dat zijn mandaat als gemeenteraadslid spoedig zou aflopen en de kiezers dan uitspraak zouden kunnen doen.
Er ging van alles mis met de financiering, en de uitgekozen aannemer (McCormick) bleek niet in staat het werk uit te voeren. Dit werd opgelost door hem ertoe te brengen een samenwerking aan te gaan met een andere Engelse aannemer, de firma Henri Lee and Sons uit Westminster.
De bouw van het kanaal begon in 1865, onder de technische leiding van ingenieur Justus Dirks. Vanwege de moeilijke financiering vanuit de overheid werd Engels kapitaal aangetrokken. Een gevolg daarvan was ook dat Dirks op een zijspoor gezet werd ten gunste van de Engelse ingenieur John Hawkshaw. Het is overigens verwonderlijk dat hier een Engelse ingenieur voor gevraagd werd, terwijl in 1855 -1860 Frederik Willem Conrad gevraagd was als voorzitter van de evaluatiecommissie van het ontwerp voor het Suezkanaal. Wel werd ir. Waldorp aangesteld als adviseur van Hawkshaw.
Op 1 november 1876 werd het kanaal geopend. In 1886 nam de Rijksoverheid de bezittingen en lasten van de maatschappij over.